# 高知県立須崎工業高等学校
高知県立須崎工業高等学校（こうちけんりつ すさきこうぎょうこうとうがっこう）は、かつて高知県須崎市に所在した公立の工業高等学校。

## 設置学科
2016年入学生まで
- 機械科（1学年あたり40名）
- 造船科（1学年あたり40名）
- 電気情報科（1学年あたり40名）
- ユニバーサルデザイン科（1学年あたり40名）

※ 2017年に統合に対応した6専攻に改編した。設置学科は高知県立須崎総合高等学校#学科を参照。

## 沿革
- 1941年 - 高知県立須崎工業学校として創立。
- 1948年 - 学制改革により高知県立須崎工業高等学校となる。
- 2017年 - 4学科を6専攻に改編。
- 2019年 - 高知県立須崎高等学校と統合し、閉校。1年生、2年生は新設の高知県立須崎総合高等学校に移った[1][2]。

## 出身者
- 川添明弘（元高知競馬騎手、現在は金沢競馬騎手）

## 所在地
- 高知県須崎市多ノ郷甲4167番地3